# Кезеровка
Кезеровка — деревня в Вяземском районе Смоленской области России. Входит в состав Семлёвского сельского поселения. Население — 1 житель (2007).
Расположена в восточной части области в 30 км к юго-западу от Вязьмы, в 2 км севернее автодороги Р134 «Старая Смоленская дорога» Смоленск — Дорогобуж — Вязьма — Зубцов, на берегу реки Осьма. В 17 км севернее деревни расположена железнодорожная станция 273-й км на линии Москва — Минск.

## История
В годы Великой Отечественной войны деревня была оккупирована гитлеровскими войсками в октябре 1941 года, освобождена в марте 1943 года.